# David Mareček
David Mareček (* 14. dubna 1976) je český hudební pedagog a manažer, od února 2011 generální ředitel České filharmonie.
Vystudoval brněnskou konzervatoř v oborech klavír (1996) a dirigování (1998) a v roce 2002 hru na klavír na Hudební fakultě Janáčkovy akademie múzických umění. Na téže fakultě dokončil v roce 2007 doktorské studium v oboru interpretace a teorie interpretace.
V letech 1998–2006 se věnoval pedagogické činnosti na ZUŠ, uměleckém gymnáziu a brněnské konzervatoři jako profesor řádného klavíru a kde byl v letech 2005–2006 též zástupcem ředitele. Od roku 2005 působil ve Filharmonii Brno, nejprve jako dramaturg, o dva roky později se stal jejím ředitelem. Během svého působení u brněnských filharmoniků usiloval o získání nových (mladých) posluchačů vážné hudby, mimo jiné změnou jejího vizuálního stylu, angažováním třiatřicetiletého Srba Aleksandara Markoviče na pozici šéfdirigenta nebo pořádáním netradičních koncertů v areálu bývalé továrny Vaňkovka.
V říjnu 2010 zvítězil v konkurzu na generálního ředitele České filharmonie, funkce se ujal 1. února 2011. Ještě před oficiálním nástupem do funkce se spolupodílel na výběru Jiřího Bělohlávka jako nástupce dosavadního šéfdirigenta Elijahua Inbala, kterému končila smlouva u orchestru v roce 2012.